# Étang du Pont de Fer
L'étang du Pont de Fer est un lac s'étendant sur les départements de la Loire-Atlantique et du Morbihan, en France.

## Description
L'étang du Pont de Fer est situé sur la commune d'Assérac, dans le nord-ouest de la Loire-Atlantique, juste à la limite avec le Morbihan, la partie orientale se trouvant dans ce département, sur la commune de Camoël.

## Classement
L'étang du Pont de Fer est inscrit sur la liste des sites naturels Natura 2000 conjointement avec les marais du Mès, la baie de Pont-Mahé et l'île Dumet (23,04 km² classés).
L'étang est classé en réserve naturelle régionale depuis 2008.